# パウル・シェラー研究所
パウル・シェラー研究所（独: Paul Scherrer Institut、仏: Institut Paul Scherrer、伊: Istituto Paul Scherrer、ロマンシュ語: Institut Paul Scherrer、英語: Paul Scherrer Institute）は、スイス・アールガウ州の基礎科学研究所。スイス連邦工科大学ドメインの一部。研究所名は物理学者パウル・シェラーに由来。素粒子物理学研究の拠点であり、実験用の原子炉を保有する。略称はPSI。